# Émile Jaques-Dalcroze
Émile Jaques-Dalcroze, rodným jménem Émile Henri Jaques (6. červenec 1865, Vídeň - 1. červenec 1950, Ženeva) byl švýcarský hudební skladatel narozený v Rakousku. Více než svými skladbami proslul originální technikou výuky hudby za pomoci pohybu.

## Život
Když mu bylo deset, jeho rodina se přestěhovala do Ženevy. Roku 1877 zde začal studovat hudební konzervatoř. Skladbu se učil u Léa Delibese a Gabriela Faurého. Později vystudoval i vídeňskou konzervatoř.
V roce 1886 navštívil Alžírsko. Silně ho přitom ovlivnila arabská lidová hudba, kterou začal intenzivně studovat. Mimo jiné se již tehdy zajímal o různé druhy rytmické exprese.
Od roku 1892 byl hudebním pedagogem na konzervatoři v Ženevě. Vyučoval harmonii a hudební teorii. Pro své žáky nakonec vytvořil zvláštní metodu, tzv. rytmickou gymnastiku (v anglojazyčném světě je známa jako eurhythmics). Jeho cílem bylo hudebním výškám, rytmu, dynamice, barvě či harmonii přisoudit určitý pohyb. Věřil, že pokud studenti spojí hudbu s pohybem, nejen se jí snadněji naučí, ale lépe ji i prožijí a pochopí. V roce 1905 metodu představil veřejnosti. Měla rychle úspěch, byť se její užití pozvolna vzdalovalo Dalcrozovým původním záměrům - jeho pohybově-hudební pravidla začala být užívána například jako zdravotní cvičení, zájem projevili i tanečníci (zejm. Rosalia Chladeková).
Úspěch Dalcrozovi umožnil, aby roku 1910 založil vlastní školu, v Hellerau u Drážďan. Koncept školy měl jisté utopické přesahy, škola byla vybudována jako ideální zahradní město, harmonicky slučující práci a život. Ve škole byla i divadelní scéna, roku 1913 zde mělo premiéru dílo Orfeus a Eurydika scénografa Adolphe Appia. Škola přitahovala významné osobnosti, navštívili ji Franz Kafka, Rainer Maria Rilke, Oskar Kokoschka, Sergej Ďagilev a další. Avšak záhy, roku 1914, její činnost ukončila první světová válka. Dalcroze se vrátil do Ženevy. Roku 1919 byla škola obnovena, ale Dalcroze se na její činnosti již nepodílel, zůstal v Ženevě až do své smrti v roce 1950.
Dalcroze několikrát přednášel i v českých zemích. Jeho rytmická gymnastika ovlivnila i sokolské hnutí, Augustin Očenášek a Karel Pospíšil vypracovali pod jejím vlivem soustavu sokolské rytmiky. Metodu samotnou šířila i Anna Dubská, první česká absolventka školy v Hellerau, či Eliška Bláhová, autorka publikace Pohyb, rytmus, výraz z roku 1929.